# Saint-François-Xavier (Manitoba)
Pour les articles homonymes, voir Saint-François-Xavier.
Saint-François-Xavier est une municipalité rurale du Manitoba située à l'ouest de Winnipeg fondée au XIXe siècle par la communauté métisse sur un territoire dénommé Plaine du Cheval-Blanc.

## Histoire
Sa population, au recensement de 2001, était de 1 024, habitants. La cité fut nommée Saint-François-Xavier en l'honneur de Saint-François-Xavier par deux Sœurs Grises sœur Lafrance et sœur Lagrave, de l'ordre des Sœurs de la Charité de Montréal qui édifièrent un couvent en l'honneur du Saint Patron. Le couvent brûla en 1915.
L'évêque Alexandre-Antonin Taché en 1860.
La cité fut fondée par le chef Métis Cuthbert Grant sous le nom de « Grantown ». Mais le lieu fut toujours dénommé par les Métis et les trappeurs et coureurs des bois Canadiens-français « Plaine du Cheval-Blanc » en raison de la présence ancestrale des tribus Cris et Sioux qui chassaient le bison dans cette vaste plaine au moyen des chevaux.
La ville fut jusqu'aux années 1920, un des foyers de la population franco-manitobaine. Par la suite, avec le développement de la ville de Winnipeg, de nombreux anglophones s'installèrent à Saint-Vital. Près de 18 % de la population de Saint-Vital demeure toujours francophone, notamment grâce à l'enseignement en langue française dispensé par les Sœurs de la Charité de Montréal présente depuis le XIXe siècle.

## Démographie
| 2011 | 2016 |
| ---- | ---- |
| 574  | 662  |